# سیارک ۱۵۸۰۸
سیارک ۱۵۸۰۸ (به انگلیسی: 15808 Zelter، نامگذاری:1994GF10) پانزده هزار و هشتصد و هشتمین سیارک کشف شده است که در ۳ آوریل ۱۹۹۴ کشف شد.
قدر مطلق سیارک برابر ۱۳٫۸۰ است.